# Mangelia melitensis
Mangelia melitensis is een slakkensoort uit de familie van de Mangeliidae. De wetenschappelijke naam van de soort is voor het eerst geldig gepubliceerd in 2008 door Cachia & Mifsud.